# Proteuxoa ignobilis
Proteuxoa ignobilis là một loài bướm đêm trong họ Noctuidae.